# 鈴木敏郎 (外交官)
鈴木 敏郎（すずき としろう、1954年〈昭和29年〉5月15日 - ）は、日本の外交官。外務省中東アフリカ局長、駐エジプト特命全権大使等を経て、駐デンマーク特命全権大使。

## 経歴・人物
東京都出身。栄光学園高等学校・東京大学法学部第二類卒業。1977年（昭和52年）4月、外務省入省。アラビア語研修を受けたアラビスト。
1994年経済局開発途上地域課長、1995年中近東アフリカ局中近東第一課長、1998年在アメリカ合衆国日本国大使館参事官。
2000年外務大臣官房在外公館課長に就任。外務省大臣官房会計課長に就任した2001年（平成13年）、外務省プール金問題に関連し「平成7年度以降の官房事務の総括責任者である歴代官房長及び会計事務の責任者である歴代会計課長」として厳重訓戒の処分を受ける。
2004年（平成16年）7月1日付で、中東アフリカ局参事官よりイラク兼ヨルダン公使・駐イラク臨時代理大使に就任。同年9月13日、イラクには13年ぶりとなるイラク駐箚特命全権大使就任。2006年（平成18年）3月のイラク大使離任直後の2006年4月内閣官房内閣審議官に就任。2008年（平成20年）7月、中東アフリカ局長就任。
2010年（平成22年）8月、シリア国駐箚特命全権大使就任、翌月末現地シリアに入国。2012年（平成24年）6月29日、前月30日にシリアの反体制派に対する弾圧への抗議として日本政府によるモハンマド・ガッサーン・アルハバシュ駐日シリア・アラブ共和国特命全権大使に対する国外退去要求を受けたシリア政府よりペルソナ・ノン・グラータの指定を受け解任される。同日査察担当、中東・北アフリカ諸国情勢担当大使に就任。同年10月9日、外務省研修所所長。2013年（平成25年）2月19日から2014年（平成26年）7月4日までエジプト駐箚特命全権大使。2014年（平成26年）8月29日から特命全権大使（国際貿易・経済担当）。2020年（令和2年）4月立命館大学文学部特別招聘教授。

## 略歴
- 1994年（平成06年）01月17日：外務省経済局国際経済第二課企画官兼経済局開発途上地域課[18]
- 1994年（平成06年）02月01日：外務省経済局開発途上地域課長[19]
- 1995年（平成07年）12月01日：外務省中近東アフリカ局中近東第一課長[20]
- 1998年（平成10年）01月16日：在アメリカ合衆国日本国大使館参事官[21]
- 2000年（平成12年）05月08日：外務省大臣官房在外公館課長[22]
- 2001年（平成13年）03月06日：外務省大臣官房会計課長[23]
- 2004年（平成16年）01月16日：外務省大臣官房参事官兼中東アフリカ局[24]
- 2004年（平成16年）02月02日：内閣官房内閣参事官（内閣官房副長官補付）内閣官房イラク復興支援推進室参事官・外務省大臣官房参事官兼中東アフリカ局[25]
- 2004年（平成16年）07月01日：内閣官房内閣参事官（内閣官房副長官補付）内閣官房イラク復興支援推進室参事官・在イラク日本国大使館公使兼在ヨルダン日本国大使館兼中東アフリカ局[26]
- 2004年（平成16年）07月12日：在イラク日本国大使館公使兼在ヨルダン日本国大使館[27][28]
- 2004年（平成16年）09月13日：イラク駐箚特命全権大使[29]
- 2006年（平成18年）03月31日：願により特命全権大使を免官[30]
- 2006年（平成18年）04月01日：内閣官房内閣審議官（内閣官房副長官補付）[31]
- 2006年（平成18年）08月04日：内閣官房内閣審議官（内閣官房副長官補付）内閣官房イラク復興支援推進室長[32]
- 2008年（平成20年）07月29日：外務省中東アフリカ局長[33][34]
- 2010年（平成22年）08月20日：シリア駐箚特命全権大使[35][36]
- 2012年（平成24年）06月29日：特命全権大使（査察担当、中東・北アフリカ諸国における改革その他の情勢担当）[37]（臨時本省事務従事する待命大使）
- 2012年（平成24年）10月09日：外務省研修所長[38]
- 2013年（平成25年）02月19日：エジプト駐箚特命全権大使[39][40]
- 2014年（平成26年）08月29日：特命全権大使（国際貿易・経済担当）[41]（臨時本省事務従事する待命大使）
- 2016年（平成28年）10月21日：デンマーク駐箚特命全権大使[42]

## 入省同期
- 秋元義孝（15年宮内庁式部官長・12年駐オーストラリア大使・10年儀典長）
- 佐野利男（13年軍縮会議代表部大使・10年駐デンマーク大使・08年軍縮不拡散・科学部長）
- 梅本和義（11年駐スイス大使・08年北米局長）
- 長崎輝章（13年駐バチカン大使・10年駐グアテマラ大使）
- 太田清和（10年シアトル総領事）
- 佐藤悟（11年駐スペイン大使・10年外務報道官・08年中南米局長）
- 小寺次郎（12年駐サウジアラビア大使・10年欧州局長・08年国際情報統括官）
- 八木毅（12年駐印大使兼ブータン大使・10年経済局長）
- 長嶺安政（13年外務審議官（経済）・12年駐オランダ大使・10年国際法局長）
- 深田博史（13年駐ベトナム大使・10年駐セネガル大使・08年領事局長）
- 川田司（11年駐アルジェリア大使・10年領事局長）
- 角茂樹（11年駐バーレーン大使・08年国連大使）
- 井上進（11年駐コートジボワール大使）
- 小池政行（日本赤十字看護大学教授）
- 佐渡島志郎（11年駐バングラデシュ大使・10年国際協力局長）
- 花田吉隆（11年駐東ティモール大使）
- 杉山晋輔（13年外務審議官（政務）・11年アジア大洋州局長・08年地球規模課題審議官）
- 高原寿一（12年駐チュニジア大使）
- 手塚義雅（12年駐トリニダード・トバゴ大使）